# Who'd Have Known
"Who'd Have Known" je peti singl (četvrti u nekim zemljama) britanske kantautorice Lily Allen ukloniti iz svog drugog albuma It's Not Me, It's You, te će biti objavljen 30. studenog 2009.